# Joanna Szeszko
Joanna Szeszko z d. Jabłońska (ur. 14 czerwca 1974 w Ozorkowie) – polska siatkarka grająca na pozycji przyjmującej, a wcześniej środkowej. Była reprezentantka kraju i uczestniczka mistrzostw świata w 2002 roku. Od sezonu 2015/2016 zawodniczka BAS Kombinat Budowlany Białystok
Karierę sportową rozpoczęła w ŁKS-ie Łódź w piątej klasie szkoły podstawowej. W wieku 17 lat zadebiutowała w barwach łódzkiego zespołu w najwyższej klasie rozgrywkowej. Dwa lata później wyjechała do Warszawy na studia i przez pięć kolejnych sezonów reprezentowała na zapleczu ekstraklasy AZS-AWF Warszawa.

## Kluby
| Klub                             | Lata gry   |
| -------------------------------- | ---------- |
| ŁKS Łódź                         | wychowanka |
| AZS-AWF Warszawa                 | 1993−1998  |
| Skra Warszawa                    | 1998−2003  |
| BKS Stal Bielsko-Biała           | 2003−2005  |
| AZS Białystok                    | 2005−2012  |
| Nike Węgrów                      | 2013−2014  |
| BAS Kombinat Budowlany Białystok | 2015-      |

## Osiągnięcia

### Klubowe
- 2002 –  Wicemistrzostwo Polski ze Skrą Warszawa
- 2004 –  Mistrzostwo Polski z BKS Stalą Bielsko-Biała
- 2004 –  Puchar Polski z BKS Stalą Bielsko-Biała